# Sorex antinorii
Sorex antinorii е вид бозайник от семейство Земеровкови (Soricidae).

## Разпространение
Видът е разпространен в Италия, Франция и Швейцария.